# Таварезия
Таварезия (лат. Tavaresia) — род суккулентных растений семейства Кутровые (Apocynaceae), произрастающий в странах Южной Африки (Ангола, Ботсвана, Намибия, Зимбабве, ЮАР). Входит в трибу Стапеливые (Stapelieae).

## Название
Родовое латинское (научное) название Tavaresia дано в честь португальского натуралиста, священнослужителя и энтомолога — Жоакима да Силва Тавареша (Joaquim da Silva Tavares, 1866–1931). 
Русскоязычное название является транслитерацией латинского. 

## Ботаническое описание
Колючие, голые многолетники с сочными, часто опушенными стеблями. Стебли могут быть прямыми или восходящими и иметь шесть-двенадцать граней, с бугорчатыми зубчатыми углами. На каждом бугорке располагаются три верхушечных щетинковидных видоизмененных листочка.
Цветки располагаются на стебле в одиночных соцветиях, с одним или несколькими цветками, которые распускаются последовательно от основания стебля. Чашелистики имеют яйцевидно-ланцетную форму. Венчик цветка имеет колокольчатую или удлиненную колокольчатую форму с трубкой длиной до 150 мм и лопастями длиной до 25 мм. Он раскидистый, с небольшими выступающими точками в пазухах и наружу покрыт продольными крапинками и полосами от темно-бордового до кремового до зеленоватого цвета. Внутри венчика густо покрыты сосочками, каждый из которых оканчивается короткой щетинкой. Есть бордовые пятна на бледно-желтом фоне, которые сливаются к основанию в темно-бордовое пятно вокруг основания гиностемия. Венчик состоит из двух рядов: внешние лопасти коротко сросшиеся в основании и образованные 10 нитевидными члениками, иногда с шиловидной вершиной и зубцом между парами в основании; внутренние доли венчика представлены пятью линейными частями, лежащими на тыльной стороне пыльников. Тычиночный столбик исходит от основания венчика. Пыльники двугнездные и опускаются к центру головки столбика, не имея апикального придатка. Поллинии расположены горизонтально и имеют короткие хвостики. Листовки прямостоячие, веретеновидные, голые и гладкие. Семена снабжены пучком волосков.
Число хромосом — 11.

## Таксономия
Tavaresia Welw., первое упоминание Bol. Ann. Cons. Ultramar. (Portugal) 7: 79 (1854).

### Синонимы
Гетеротипные (основанные на разных номенклатурных типах):
- Decabelone Decne. (1871)

### Виды
Подтвержденные виды по данным сайта Plants of the World Online на 20223 год:
- Tavaresia angolensis Welw.
- Tavaresia barklyi (Dyer) N.E.Br.
- Tavaresia thompsoniorum van Jaarsv. & R.Nagel

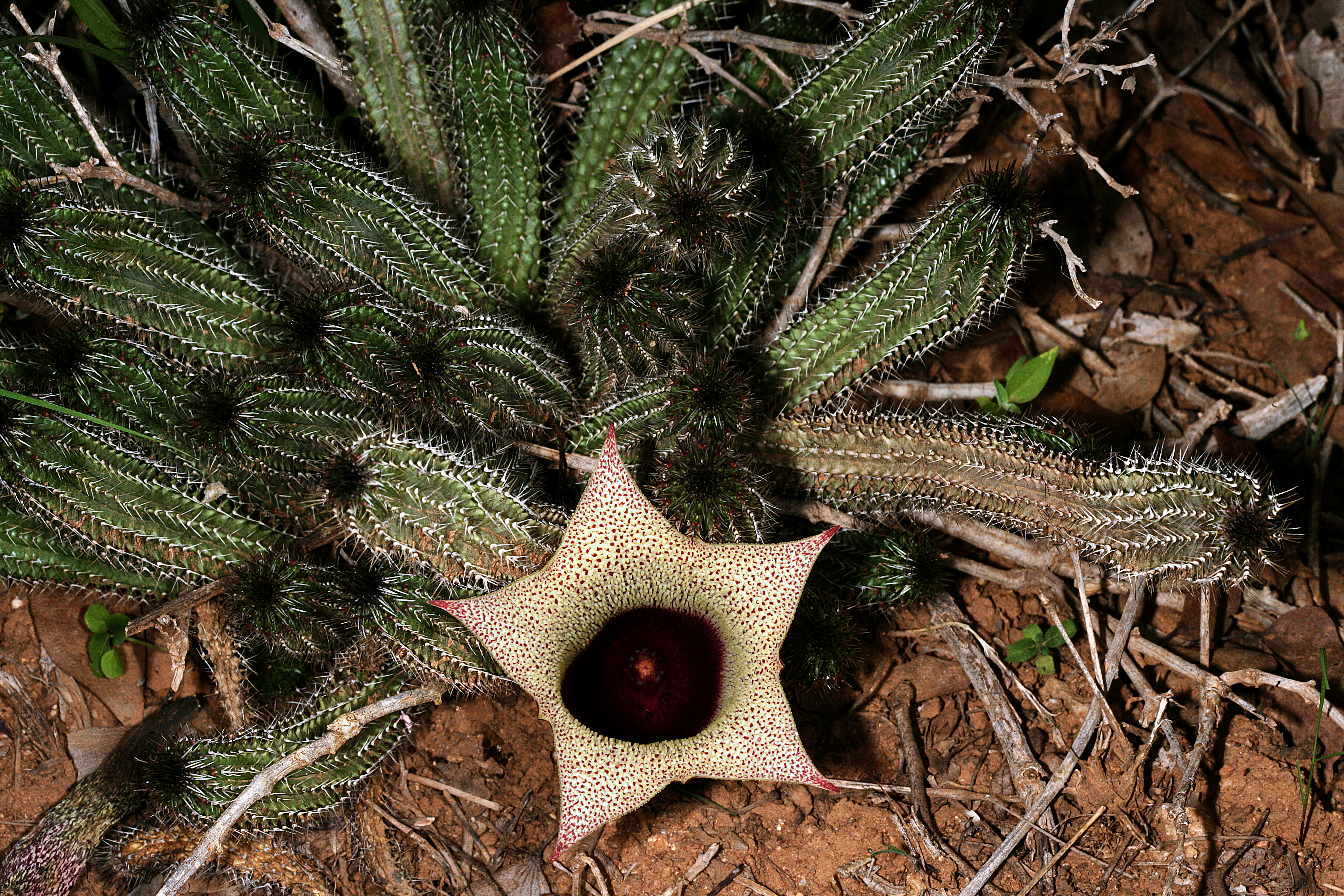
Tavaresia barklyi